# Ophiocten affinis
Ophiocten affinis is een slangster uit de familie Ophiuridae. De wetenschappelijke naam van de soort werd in 1858 gepubliceerd door Christian Frederik Lütken.

## Beschrijving
Ophiocten affinis is een kleine actieve slangster met gestreepte armen. Meestal grijs van kleur met donkere banden op de armen, die niet zo taps toelopen en langer zijn ten opzichte van de schijf dan bij Ophiura-soorten. De schijf is bedekt met grote ronde platen omzoomd met kleinere platen. Deze kleine platen zijn vaak donkerder dan de grote, waardoor het patroon op de schijf wordt benadrukt. Er zijn armkammen van 7-9 korte platte papillen en 3 slanke armstekels. Het centrale lichaam heeft een diameter van 6 mm met armen die ongeveer 4,5 keer de schijfdiameter zijn.

## Verspreiding en leefgebied
In de Noordzee komt hij voor van de Shetlandeilanden tot aan de Doggersbank. Elders loopt het verspreidingsgebied van Noorwegen en de Britse westkust tot aan de Golf van Biskaje en de Middellandse Zee. In ondiep water is deze soort overvloedig aangetroffen in enkele Schotse zeearmen. Ophiocten affinis leeft op met slib bedekte rotsen en stevige slibrijke ondergronden, fijne schelpen en grindbodems, van ongeveer 8 tot 550 meter.